# Каплер Олексій Якович
Каплер Олексій Якович (нар. 15 (28) вересня 1903, Київ, Російська імперія — 11 вересня 1979, Москва, СРСР) — радянський письменник, кінодіяч, кінорежисер, сценарист, актор, телеведучий програми «Кінопанорама» (1966—1972 рр., ЦТ). Заслужений діяч мистецтв РРФСР (1969).

## Біографія

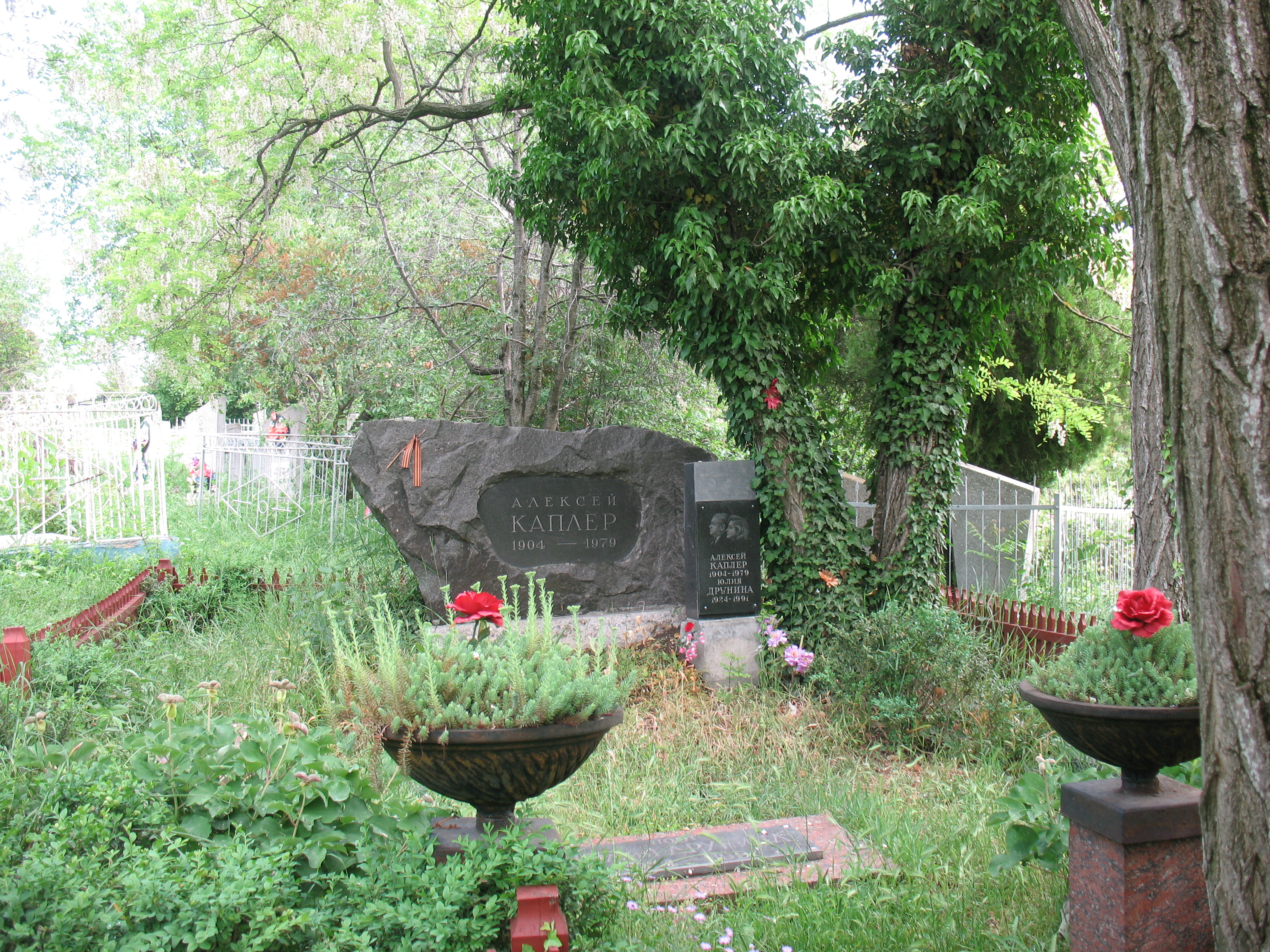
Могили О. Каплера і Ю. Друніної

Народився у Києві в сім'ї багатого купця Якова Каплера. Закінчив гімназію у Києві. У молодості грав у Київському естрадному театрі
Зніматися в кіно почав у 1926 році. Дебютну режисерську стрічку «Шахта 12-28» (1931) так і не було випущено на великий екран. Зараз фільм вважається втраченим.
Один з засновників радянської кіноленініани та творців комуністичної кінопропаганди. Найбільш відомий як сценарист.
40-річним захопився донькою Й. Сталіна Світланою Аллілуєвою, за що був висланий до Воркути із звинуваченням у «шпигунстві на користь Великої Британії». С. Аллілуєва присвятила йому книгу «Двадцять листів другу» (1967).
В післясталінський період написав сценарії таких стрічок як «Смугастий рейс» та «Людина-амфібія».
У похилому віці взяв шлюб з російською поетесою Юлією Друніною.

## Фільмографія
Акторські роботи:
- «Чортове колесо» (1926, епізод)
- «Шинель» (1926, «незначна особа», яка пізніше стала «значною особою»)
- «Маяковський сміється» (1975, оповідач)

Режисер-постановник:
- «Жінка в Раді» (1929),
- «Право на жінку» (1930),
- «Шахта 12-28» (1931, у співавт., Українфільм),

Автор сценаріїв кінокартин:
- «Право на жінку» (1930, у співавт.)
- «Студентка» (1930, у співавт.)
- «Шахта 12-28» (1931, у співавт., Українфільм)
- «Три товариші» (1935, у співавт.)
- «Шосте відчуття» (1935, у співавт.)
- «Ленін у Жовтні» (1937)
- «Шахтарі» (1937)
- «Ленін в 1918 році» (1939, у співавт.)
- «Котовський» (1942)
- «Вона захищає Батьківщину» (1943)
- «Перші радощі» (1956)
- «За вітриною універмагу» (1956)
- «Незвичайне літо» (1957)
- «Смугастий рейс» (1961, у співавт.)
- «Людина-амфібія» (1961, у співавт.)
- «Два життя» (1961)
- «Віра, Надія, Любов» (1972, т/ф, 3 с, Кіностудія ім. О. Довженка)
- «Синій птах» (1976, у співавт.)
- «Київські зустрічі» (1979, кіноальманах, у співавт., Кіностудія ім. О. Довженка), та ін.

Екранізації творів:
- «Герой її роману» (1984, за мотивами оповідання Олексія Каплера «Лопушок»)
- «Ті, що зійшли з небес» (1986, екранізація повісті Олексія Каплера)
- «Повернення „Броненосця“» (1996, екранізація повісті Олексія Каплера)